# محطة الحسان
محطة الحسان قرية سوريّة تتبع إداريّاً لمحافظة حلب منطقة منبج ناحية خفسة، بلغ تعداد سكانها (1,033) نسمة حسب التعداد السكاني لعام 2004.